# Bianca Ghelber
Bianca Florentina Ghelber (* 1. Juni 1990 in Roman als Bianca Perie, zwischenzeitlich Bianca Perie-Ghelber) ist eine rumänische Leichtathletin, die sich auf den Hammerwurf spezialisiert hat. Ihren größten Erfolg feierte sie mit dem Gewinn der Goldmedaille bei den Europameisterschaften 2022 in München.

## Sportliche Laufbahn
Erste Erfahrungen bei internationalen Meisterschaften sammelte Bianca Ghelber im Jahr 2005, als sie bei den Jugendweltmeisterschaften in Marrakesch mit einer Weite von 62,27 m die Goldmedaille gewann. Im Jahr darauf siegte sie mit 67,38 m bei den Juniorenweltmeisterschaften in Peking und 2007 verteidigte sie bei den Jugendweltmeisterschaften in Ostrava mit 64,61 m ihren Titel. Anschließend siegte sie mit 64,35 m auch bei den Junioreneuropameisterschaften in Hengelo, ehe sie bei den Weltmeisterschaften in Osaka mit 64,18 m in der Qualifikation ausschied. Im Jahr darauf siegte sie mit 67,95 m erneut bei den Juniorenweltmeisterschaften in Bydgoszcz und nahm daraufhin an den Olympischen Sommerspielen in Peking teil und verpasste dort mit 68,21 m den Finaleinzug. 2009 nahm sie erstmals an der Sommer-Universiade in Belgrad teil und belegte dort mit 68,16 m den sechsten Platz und siegte anschließend mit 68,59 m erneut bei den Junioreneuropameisterschaften in Novi Sad. Daraufhin schied sie bei den Weltmeisterschaften in Berlin mit 68,47 m in der Vorrunde aus und gewann dann mit 67,67 m die Silbermedaille bei den Spielen der Frankophonie in Beirut hinter der Französin Manuela Montebrun. 2010 wurde sie bei den Europameisterschaften in Barcelona mit 71,62 m Vierte.
2011 siegte sie mit einer Weite von 66,69 m bei den Balkan-Meisterschaften in Sliwen und anschließend gewann sie auch bei den U23-Europameisterschaften in Ostrava mit 71,59 m die Goldmedaille. Daraufhin gewann sie bei den Studentenweltspielen in Shenzhen mit 71,18 m die Silbermedaille hinter der Ungarin Éva Orbán. Anschließend wurde sie bei den Weltmeisterschaften in Daegu mit 72,04 m im Finale Sechste. Im Jahr darauf belegte sie bei den Europameisterschaften in Helsinki mit 67,24 m den neunten Platz und schied anschließend bei den Olympischen Spielen in London mit 68,34 m in der Qualifikationsrunde aus. 2013 gewann sie bei der Sommer-Universiade in Kasan mit 68,94 m erneut die Silbermedaille, diesmal hinter der US-Amerikanerin Jeneva Stevens. Jedoch erhielt sie ihre Medaille erst Jahre später, da drei vor ihr liegenden Athletinnen die Medaillen wegen Dopings aberkannt wurde. Anschließend siegte sie bei den Balkan-Meisterschaften in Stara Sagora mit 68,76 m und klassierte sich dann bei den Weltmeisterschaften in Moskau mit 71,25 m im Finale auf dem achten Platz, ehe sie bei den Spielen der Frankophonie mit 70,41 m erneut die Silbermedaille, diesmal hinter der Polin Anita Włodarczyk gewann. Im Jahr darauf siegte sie mit 69,42 m bei den Balkan-Meisterschaften im heimischen Pitești und anschließend gelangte sie bei den Europameisterschaften in Zürich mit 69,26 m auf Rang sieben.
Nach einem Jahr Wettkampfpause belegte Ghelber 2016 mit 66,26 m den sechsten Platz bei den Balkan-Meisterschaften in Pitești und im Jahr darauf siegte sie mit einer Weite von 67,79 m bei den Spielen der Frankophonie in Abidjan, ehe sie bei den Weltmeisterschaften in London mit 65,07 m den Finaleinzug verpasste. 2018 gewann sie bei den Balkan-Meisterschaften in Stara Sagora mit 68,88 m die Silbermedaille und anschließend schied sie bei den Europameisterschaften in Berlin mit 66,17 m in der Qualifikation aus. Im Jahr darauf gewann sie bei den Balkan-Meisterschaften in Sliwen mit 69,96 m erneut die Silbermedaille und schied dann bei den Weltmeisterschaften in Doha mit 68,65 m in der Vorrunde aus. Daraufhin wurde sie bei den Militärweltspielen in Wuhan mit 65,32 m Sechste. 2020 siegte sie mit 72,18 m bei den Balkan-Meisterschaften im heimischen Cluj-Napoca und im Jahr darauf gewann sie bei den Balkan-Meisterschaften in Smederevo mit 70,00 m die Silbermedaille. Anschließend gelangte sie bei den Olympischen Sommerspielen in Tokio bis in das Finale und stellte dort mit 74,18 m einen neuen Landesrekord auf und wurde damit Sechste.
2022 belegte sie bei den Weltmeisterschaften in Eugene mit 72,26 m im Finale den sechsten Platz und siegte anschließend überraschend mit 72,72 m bei den Europameisterschaften in München. Im Jahr darauf siegte sie mit 68,32 m beim Meeting International de Dakar und wurde dann bei der 2. Liga der Team-Europameisterschaft im Rahmen der Europaspiele in Chorzów mit 72,97 m Erste und sicherte sich damit ligenübergreifend die Silbermedaille hinter der Italienerin Sara Fantini. Im August siegte sie mit 72,20 m bei den Spielen der Frankophonie in Kinshasa und belegte dann bei den Weltmeisterschaften in Budapest mit einer Weite von 73,70 m den siebenten Platz. 2024 verpasste sie bei den Europameisterschaften in Rom mit 66,70 m den Finaleinzug, ehe sie bei den Olympischen Sommerspielen in Paris mit 72,36 m im Finale auf den neunten Platz gelangte.
In den Jahren von 2009 bis 2014 sowie von 2016 bis 2024 wurde Ghelber rumänische Meisterin im Hammerwurf.